# David Dunlap
David Coombs Dunlap, ameriški veslač, * 19. november 1910, † 16. december 1994.
Dunlap je leta 1932 na Poletnih olimpijskih igrah v Los Angelesu veslal v osmercu, ki so ga sestavljali študenti Univerze Berkeley. Ameriški čoln je osvojil zlato medaljo. 
Leta 1969 so bili člani tega osmerca sprejeti v ameriški veslaški hram slavnih. 